# Fort Pontchartrain du Détroit

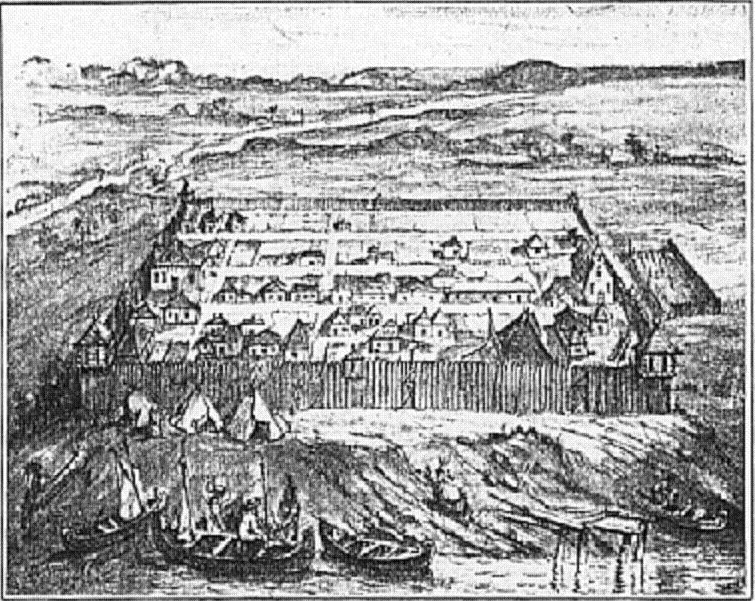
Fort Pontchartrain du Détroit

Fort Pontchartrain du Détroit era un forte costruito dai francesi nel 1701 nella zona dove ora sorge la città di Detroit.

## Storia
Dalla fine del Seicento la Francia cominciò a costruire una serie di forti nel Nordamerica per tentare di fermare l'avanzata inglese e per creare un monopolio nel commercio delle pellicce. Così Antoine Laumet de La Mothe, Signore di Cadillac, capì che la zona poteva essere una buona postazione per creare un forte. La corte francese acconsentì a Cadillac di creare un insediamento. La costruzione del forte iniziò nel 1701 e gli fu dato il nome di Fort Pontchartrain, in onore di Louis Phélipeaux, Conte di Pontchartrain.
Nel 1706 ci fu un attacco al forte da parte degli indiani Ottawas. Pochi anni dopo, nel 1712, ci fu un nuovo, massiccio attacco da parte di Nativi americani, appartenenti alla tribù dei Fox, ma, grazie al tempestivo aiuto degli indiani alleati dei francesi, la sconfitta venne scongiurata. Nel 1728 a Fort Pontchartrain si stabilirono alcune famiglie provenienti dall'Acadia. La vita a Fort Pontchartrain fu abbastanza tranquilla fino al 1746, quando ci fu un attacco degli indiani Chippewa. L'ultimo comandante francese del forte fu François-Marie Picoté de Belestre.
Nel 1760 i britannici presero possesso del forte. I britannici pretesero dai coloni maggiori tasse e confiscarono loro le armi. Nel 1763 ci fu un attacco degli indiani Ottawa, con a capo Pontiac. L'assedio durò circa due mesi, fino a quando arrivarono i rinforzi per i britannici, e gli indiani vennero sconfitti e dispersi. Durante la guerra d'indipendenza americana il forte non fu oggetto di spedizioni militari, dato che era molto ad occidente rispetto al teatro di guerra. Dal forte gli indiani alleati dei britannici venivano armati per attaccare gli insediamenti americani del sud-est, così i rivoluzionari speravano di imbastire una spedizione per annullare queste operazioni.
Nel 1796 Fort Detroit passò sotto gli Stati Uniti.